# خوآن د برمودس
خوآن د برمودس (به اسپانیایی: Juan de Bermúdez) (مرگ ۱۵۷۰ (میلادی)) دریانوردی اسپانیایی بود که در سدهٔ شانزدهم میلادی می‌زیست.
آوازهٔ او برای کشف جزایر برمودا در ۱۵۰۳ (میلادی) است که این جزایر به نام او هم نامگذاری شده‌اند.